# 불레우테리온

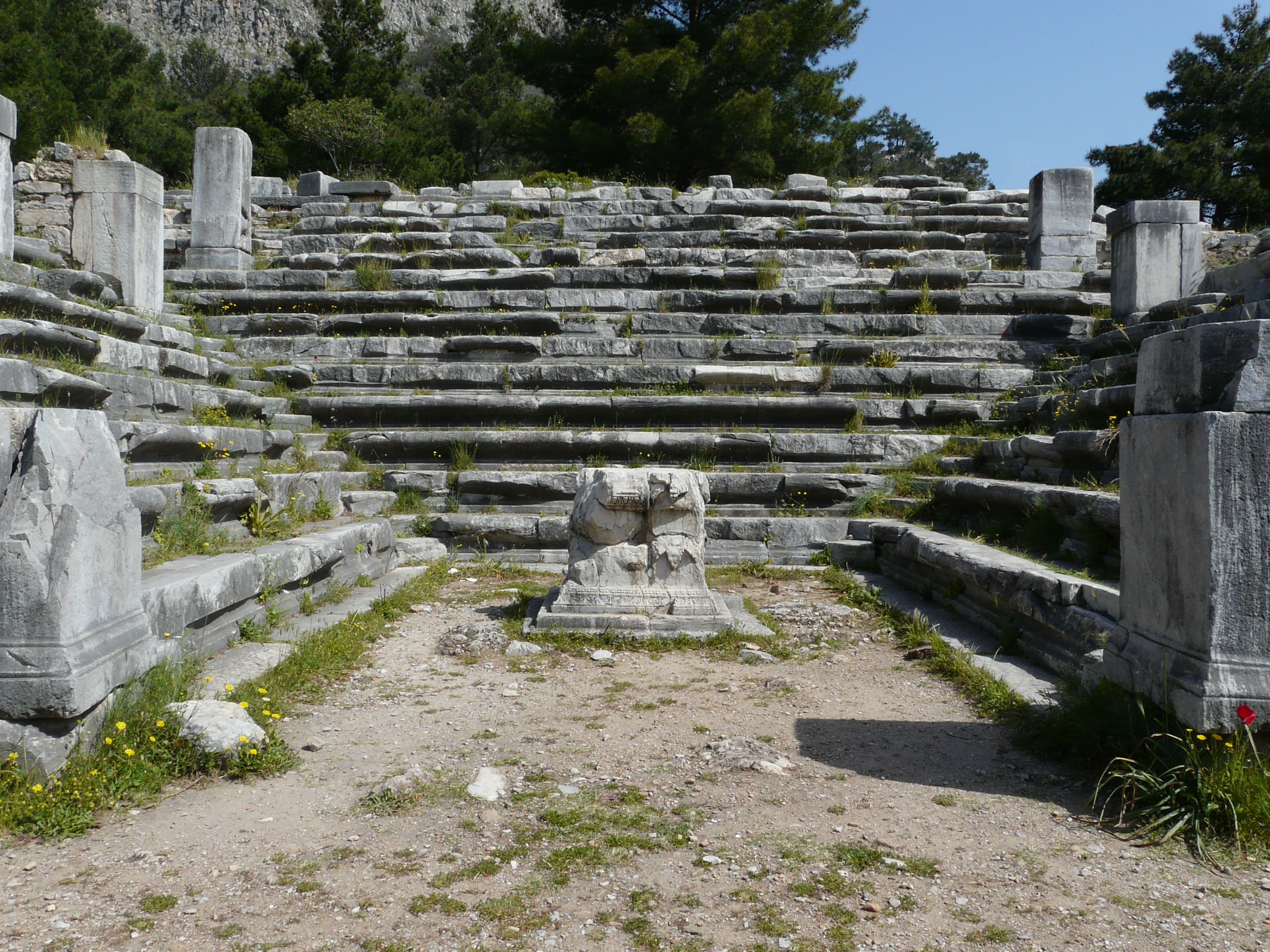
프리에네의 불레우테리온

불레우테리온(고대 그리스어: βουλευτήριον)은 민주정 도시 국가의 평의회(βουλή)가 위치했던 고대 그리스의 건축물이며, 의사당으로 번역되기도 한다. 고대 그리스의 평의회의 참석자들은 정치적 안건들을 논의하고 결정하기 위해 불레우테리온에 모였다. 그리스와 옛 식민 도시 주변으로 남아 있는 불레우테리온들이 존재한다. 불레우토리온은 행정국의 입법 기관이 위치했고 종종 불레의 식당 용도 역할을 했었던 프리타네이온과 혼동하지 않도록 주의해야 한다.

## 아테네

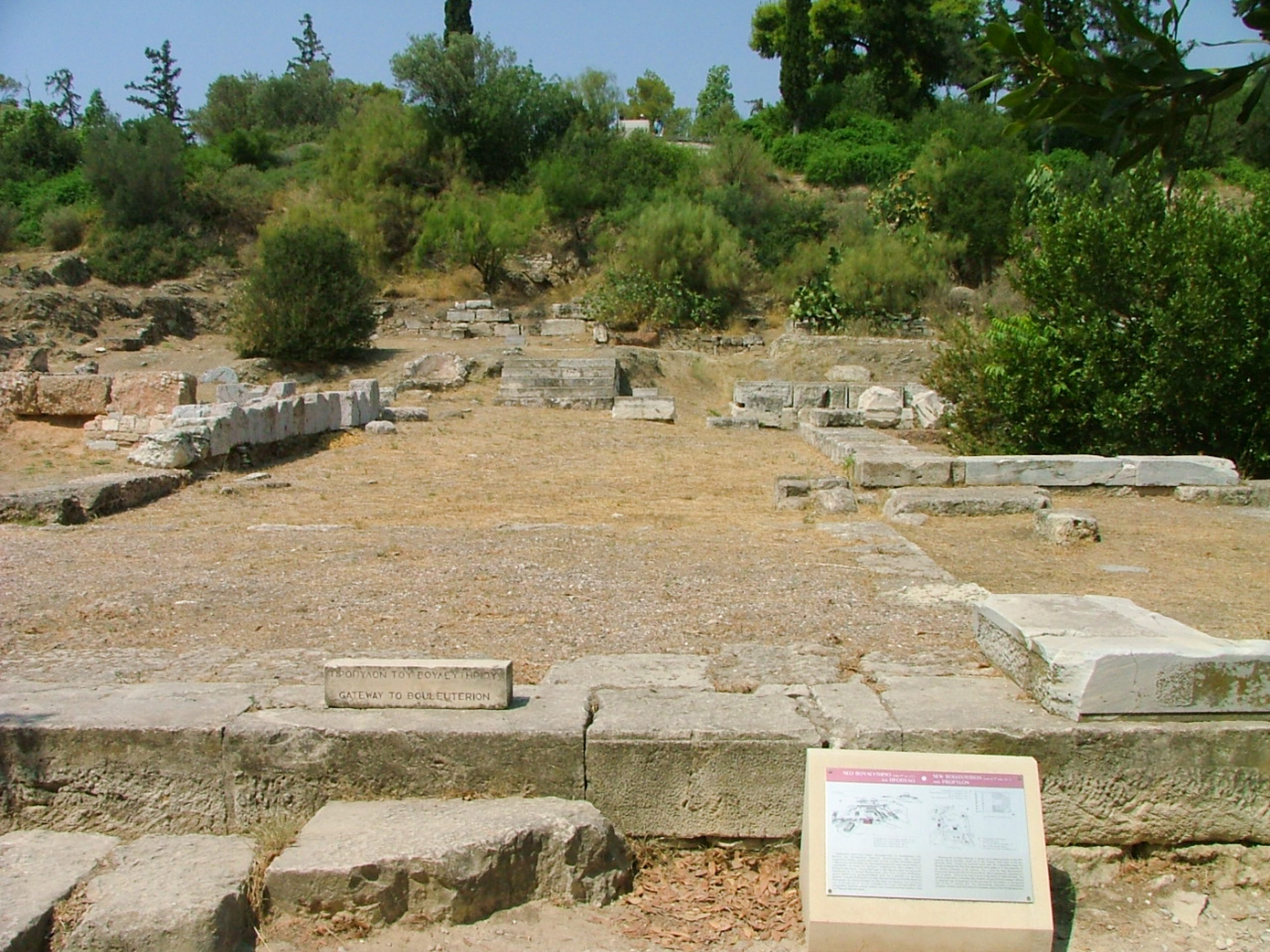
아테네 아고라의 불레우테리온 유적

아테네의 불레는 500인회로 더 잘 알려져 있다. 솔론이 아테네를 성립한 네 개 부족의 100명씩 이뤄진 입법 기관으로서 불레를 기원전 594년에 성립한 것으로 알려져 있다. 기원전 507년경에 새로운 국가 법령을 도입하면서, 새롭게 만들어진 부족 10개에서 50명씩으로 이뤄진 구조로 바뀌었다. 불레의 참석자들은 1년간 임기를 수행했다.
아테네의 옛 불레우테리온은 기원전 500년경 콜로노스 아고라이오스 아래에 있는 아고라 서쪽에 지어졌다. 정사각형에 가까운 모양이고 길쭉한 대기실과 벽을 따라 줄지어 배치된 목재 벤치가 있는 널찍한 직사각형 주 회의실로 이뤄져 있다. 지붕은 다섯 개 원주가 떠받치고 있었다. 현재는 메트론 (어머니의 집)으로 더 잘 알려져 있는데, 새로운 불레우테리온이 건설된 이후에 대지모신의 신전으로 바뀌었기 때문이다.
아테네의 신 불레우테리온은은 기원전 5세기 후반에 옛 건물이 있던 장소 서쪽에 지어졌다. 규모는 작았으나 원형극장처럼 반원형 벤치가 이중으로 된 구조로 되어 있어 훨씬 세련되었다. 옛 건물과 신 건물 모두 인접한 톨로스를 사용하였다.

## 올림피아

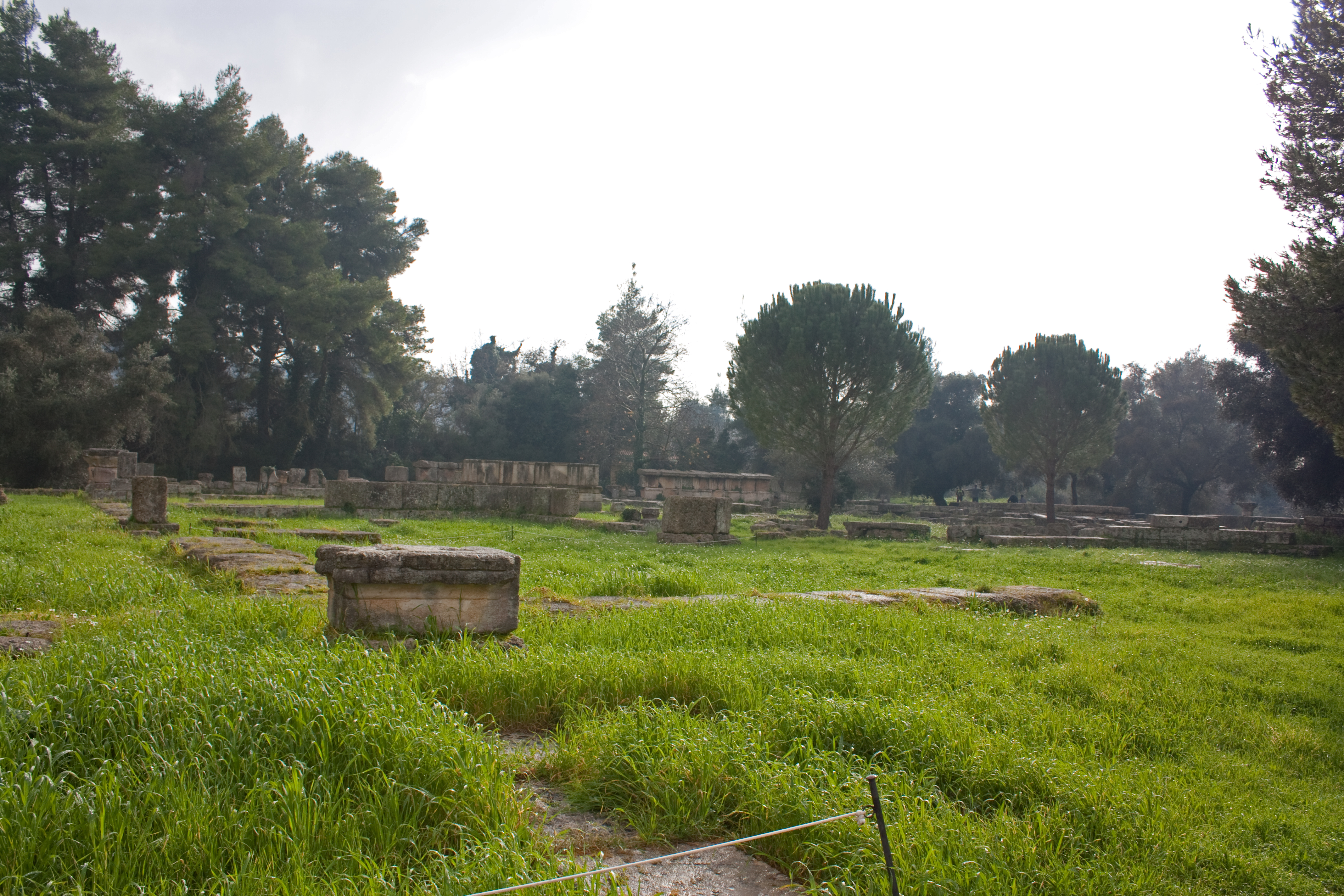
올림피아의 '불레우테리온' 잔해

고대 올림피아의 불레우테리온은 정사각형의 편자 모양을 한 초기 그리스 신전처럼 생겼다. 계단식 좌석 배치가 되어 있었고 아고라 인접한 곳에 위치했었다.

## 그 외 불레우테리온
그 외의 유명한 불레우테리온이 위치한 곳은 다음과 같다:
- 아네무리온 (터키 아나무르)
- 아프로디시아스 (터키 게이레)
- 그리스 아르고스
- 고대 만티네이아 (아르카디아 코르출리)
- 글라농 (프랑스 생레미드프로방스)
- 그리스 렘노스
- 파에스툼 (이탈리아)
- 필리포폴리스 (불가리아 플로프디프) – 필리포폴리스의 불레우테리온
- 프리에네 (터키 귈뤼바흐체 투룬)
- 메세네 (그리스 메시니)
- 테르메소스 (터키 귈뤼크 다으)
- 트로이 (터키 히사를리크)

## 같이 보기
- 쿠리아